# Arno Küttel
Arno Küttel (ur. 20 grudnia 1963 w Bremgarten) – szwajcarski kolarz torowy i szosowy, brązowy medalista torowych mistrzostw świata.

## Kariera
Największym sukcesem w karierze Arno Küttela było zdobycie brązowego medalu w wyścigu ze startu zatrzymanego podczas mistrzostw świata w Stuttgarcie w 1991 roku. W wyścigu tym wyprzedzili go tylko Danny Clark z Australii i inny reprezentant Szwajcarii Peter Steiger. Ponadto wielokrotnie zdobywał medale mistrzostw kraju, zarówno w kolarstwie torowym jak i szosowym. Nigdy nie brał udziału w igrzyskach olimpijskich.